# Rianalisi
In linguistica, la rianalisi è il processo per cui, in una sequenza di parole, il parlante sbaglia a riconoscere i confini originari delle parole, e ne identifica altri diversi, producendo così un cambiamento nella lingua.
Esempi
- in vari termini derivati dall'arabo nelle lingue europee, l'articolo ال al- "il, lo, la" viene inglobato nella parola: per esempio alambicco da al-anbīq "il vaso", dal greco ἄμβιξ ámbix; almagesto da al-magisṭī, dal greco μεγίστη megístē "grandissima"; lo stesso in albicocco, algebra, alchimia;
- avello dal latino labellum, con distacco d'un presunto articolo (lavello ~ l'avello);
- busillis, secondo l'etimologia popolare dal latino in diebus illis "in quei giorni" letto erroneamente come in die busillis "nel giorno busillis".
- usignolo dal latino volgare *lusciniŏlus, con distacco del presunto articolo (lusignolo ~ l'usignolo);